# Степаниха (Котласский район)
 Степаниха — деревня в Котласском районе Архангельской области России. Входит в состав муниципального образования (сельского поселения) «Черемушское».

## География
Рядом с деревней протекает речка Терёховская (Беседка).  Близлежащие деревни Олюшино, Башарово. Деревня находится через угор от деревни Олюшино.

## История
Часть бывшего села Вотлажма.

## Численность населения
| 2002 | 2010 | 2012 |
| ---- | ---- | ---- |
| 0    | →0   | →0   |

## Топографические карты
- Лист карты P-38-105,106 Котлас. Масштаб: 1 : 100 000. Указать дату выпуска/состояния местности.